# Beavercreek (Oregon)
Beavercreek az Amerikai Egyesült Államok északnyugati részén, Oregon állam Clackamas megyéjében elhelyezkedő falu és statisztikai település. A 2010. évi népszámláláskor 4485 lakosa volt. Területe 52,16 km², melyből 0,04 km² vízi.

## Történet
Az Oregon Geographic Names alapján a kora 1850-es években a területen egy Beaver Creek nevű iskolakerület volt. Nevét a közösségen keresztülfolyó, végül pedig a Willamette-folyóba torkolló patakról kapta. A helyi postahivatal 1922-ig több különböző néven működött, míg végül a település 1922-ben felvette mai nevét.
A 2006 nyarán lefolytatott népszavazás eredményeképp Beavercreek lett Oregon első falva; jogilag a város és az önkormányzat nélküli település között helyezkedik el. A végső döntést 2006 szeptemberében mondta ki az illetékes megyei hatóság. A falu a helyi majorságban tartja havi közgyűlését; ez alól kivétel a negyedéves gyűlés, melyet főként az iskolában tartanak.

## Népesség
A 2010-es népszámláláskor  4485 lakója, 1620 háztartása és 1308 családja volt. A népsűrűség 86,1 fő/km2. A lakóegységek száma 1681, sűrűségük 32,3 db/km2. A lakosok 93,6%-a fehér, 0,6%-a afroamerikai, 1,2%-a indián, 0,8%-a ázsiai, 0,1%-a a Csendes-óceáni szigetekről származik, 0,9%-a egyéb, 2,8%-a pedig kettő vagy több etnikumú. A spanyol vagy latino származásúak aránya 2,9% (2% mexikói, 0,1% Puerto Ricó-i, 0,1% kubai, 0,6% egyéb spanyol vagy latino származású.)
A háztartások 27,5%-ában élt 18 évnél fiatalabb. 70,3% házas, 7% egyedülálló nő, 3,4% egyedülálló férfi, 19,3% pedig nem család. 13,5% egyedül élt; 5,7%-uk 65 éves vagy idősebb. Egy háztartásban átlagosan 2,77 személy élt; a családok átlagmérete 3,03 fő.
A medián életkor 46 év volt. Lakóinak 21,4%-a 18 évesnél fiatalabb, 4,9% 18 és 24 év közötti, 19,4%-uk 25 és 44 év közötti, 40,3%-uk 45 és 64 év közötti, 14%-uk pedig 65 éves vagy idősebb. A lakosok 50,7%-a férfi, 49,3%-a pedig nő.

## Oktatás
A falut az Oregon City-i, a canbyi, a coltoni és a Molalla River iskolakerületek szolgálják ki.
A településen egy általános iskola (Beavercreek Elementary School) van.

## Érdekes helyek

### Miller-ház
Nem sokkal 1900 után a Miller család tanyát épített a Ridge Road és a Lower Highland Road kereszteződésében. A megmaradás érdekében a házat áthelyezték; felújítását két helyi lakos (Rick és Kassandra Young) vállalták. Itt lakott Ava Hellen Miller, Linus Pauling felesége; Pauling az egyetlen, aki kétszer is önállóan kapott Nobel-díjat (1954-ben kémiait és 1962-ben békedíjat).

### Geocaching
2000. május 3-án helyezte el a településtől nyugatra Dave Ulmer a világ első ládáját.

## Nevezetes személyek
- Ava Helen Pauling – emberjogi aktivista[11]
- Tonya Harding – műkorcsolyázó[12]

## Fordítás
Ez a szócikk részben vagy egészben  a   Beavercreek, Oregon című angol Wikipédia-szócikk ezen változatának fordításán alapul.  Az eredeti cikk szerkesztőit annak laptörténete sorolja fel. Ez a jelzés csupán a megfogalmazás eredetét és a szerzői jogokat jelzi, nem szolgál a cikkben szereplő információk forrásmegjelöléseként.